# 山田二郎の土曜だワッショイ!
山田二郎の土曜だワッショイ!（やまだじろうのどようだワッショイ）は、1979年4月7日から1988年4月9日まで、TBSラジオで毎週土曜日の朝に放送されていたワイド番組。

## タイムテーブル
- 6:30 出前演歌師ただいま参上（水森英夫）
- 6:40 スポーツトップニュース
- 6:45 歌のない歌謡曲
- 7:00 サラリーマンニュースショー 朝のファンファーレ
- 7:40 ウィークエンドダッシュ
- 7:50 季節の話題
- 7:55 こどもの心
- 8:00 話題のアンテナ 日本全国8時です
- 8:20 二郎が挑戦!ホームラン劇場
- 8:30 都民ニュース
- 8:35 プロ野球名人伝
- 8:50 名調子歌謡曲
- 8:55 芸能かわら版
- 8:58 交通ニュース
- 9:00 TBSニュース・気象現況

| TBSラジオ 土曜日6:30-9:05                     | TBSラジオ 土曜日6:30-9:05   | TBSラジオ 土曜日6:30-9:05 |
| 前番組                                        | 番組名                      | 次番組                    |
| --------------------------------------------- | --------------------------- | ------------------------- |
| 土曜日です おはよう大沢悠里です （6:00-9:05） | 山田二郎の土曜だワッショイ! | 土曜ニュースプラザ        |